# Patty Wong
Karen Patricia Wong Portillo (Lima, 29 de octubre de 1980) más conocida como Patty Wong es una empresaria y exmodelo peruana.

## Biografía
Hija de padre chino y madre cusqueña, Wong es la cuarta de diez hermanos y de adolescente concursó en el programa-concurso Buscando a la Paquita Peruana. Se hizo famosa por su participación como modelo en el programa R con R conducido por Raúl Romero en los años 90. Años después ganó el certamen Miss Perú Tusán 2002, un concurso de belleza para jóvenes mujeres de la comunidad peruano-china. En 2003 abrió su primer restaurante comida china. Ella copresentó un programa de televisión en el formato de concurso de canto peruano, llamado Camino a la fama. También fue brevemente presentadora del programa infantil Zoombate junto con Cati Caballero y Emilia Drago, que generó las críticas de la conocida animadora Yola Polastri. Posteriormente se alejó de la televisión para dedicarse a su empresa.

## Carrera

### Televisión
| Año       | Nombre                        | Rol          | Notas |
| --------- | ----------------------------- | ------------ | ----- |
| 2017      | Mirame                        | Conductora   |       |
| 2016      | Los reyes del playback        | Concursante  |       |
| 2006-2007 | Zoombate                      | Presentadora | [ 5 ] |
| 2003      | Camino a la Fama              | Modelo       |       |
| 2000-2002 | R con Erre                    | Modelo       |       |
| 1991      | Buscando a la Paquita Peruana | Concursante  |       |